# Lhok Male
Lhok Male is een bestuurslaag in het regentschap Aceh Barat van de provincie Atjeh, Indonesië. Lhok Male telt 162 inwoners (volkstelling 2010).